# Mathias Flint
Mathias Flint (født 3. juli 1983) er en dansk skuespiller, der blandt andet er kendt for sin rolle, som Frederik IX i DRs "Frederik IX" og som provstisekretæren Simon Andreasen i DRs dramaserie Herrens Veje.
Han har spillet flere hovedroller i teaterproduktioner. Blandt andet, med stor ros til følge, som Henrik Bergman i Aarhus Teaters version af "Den Gode Vilje", som blev iscenesat af Emmet Feigenberg. Flint er desuden sanger og oversætter.